# عبد الرحمن بودرع
عبد الرحمن بودرع أكاديمي وكاتب ولغوي مغربي، أستاذ التعليم العالي بجامعة عبد المالك السعدي، كلّيّة الآداب والعلوم الإنسانيّة، تخصص علوم اللغة العربية (لسانيات النص وتحليل الخطاب) بتطوان منذ سنة 1982م.

## سيرته[3]
- شهادة دكتوراه الدولَة في علوم العربية واللسانيات، من جامعة محمد الخامس، الرباط (1999م)
- دبلوم الدراسات العليا (دكتوراه السلك الثالث) في علوم العربية واللسانيات، من جامعة سيدي محمد بن عبد الله، فاس (1987م)
- شهادة استكمال الدروس (دبلوم الدراسات المُعمَّقَة)، في علوم العربية واللسانيات، من جامعة فاس (1981م)
- شهادة الإجازَة (اللّيسانس)، في الآداب، من جامعة فاس (1980)

## مؤلفاته
- الأَسَاس المعرِفِيّ للغوِيّاتِ العَرَبِيَّةِ، نشر نادي الكتاب لكلّيّة الآداب بتطوان-المغرب، 2000م
- جوامع الكلم في البيان النبوي، نشر مكتبة سلمى، مطبعة الخليج العربي، تطوان-المغرب، 2005م
- من ظواهر الأشباه والنظائر بين اللسانيات العربية والدرس اللساني المعاصر، نشر حَوْلِيّات الآداب والعُلوم الاجتماعيّة، جامعة الكويت، 2005م
- مَنْهَج السّياق في فهم النّص، نشر كِتاب الأمّة، وزارة أوقاف قَطَر، 2006م.
- من قَضايا النَّظَرِيّة اللغويّة العربيّة، نشر حَوْلِيّات الآداب والعُلوم الاجتماعيّة، مجلس النّشر العلمي، جامعة الكويت2007م
- المنتقى من فَصيح الألفاظ للمعاني المُتَداوَلَة، نشر جامعة عبد المالك السّعدي، تطوان-المغرب، 2008م
- الإيجاز وبلاغة الإشارة في البيان النّبوي، مطبعة الخليج العربيّ، تطوان-المغرب، ذو الحجّة 1430هـ – دجنبر2009م.
- مكانة مكة المكرَّمة والمُجاوَرَة فيها في كتابات العلماء، مطبعة الخليج العربي، تطوان-المغرب،1431هـ/ 2010م
- إتحاف الناظر بنُفاضة الضمائر وعُصارة الخواطر، نشر جامعة عبد المالِك السّعدي، الطوبرس، طنجَة، 2011م
- الأسُس المعرفية للغويات العربية، دار وَرْد للنشر، الأردن، ط.1، 2013م
- الرحلة الفُضلى إلى ندوة الحجّ الكُبرى، مطابع الشويخ، تطوان-المغرب، 1434هـ/2013م
- نحوَ قراءَةٍ نصّيّة في بَلاغة القُرآن والحَديث، نشر كتاب الأمّة، ع:154، السنة: 33، ربيع الأول 1434هـ/ يناير 2013م.
- الخطاب القُرآني ومَناهج التأويل، نشر الرابطة المحمّديّة لعُلَماء المغرب، 2013
- في الرحلَة الحجازيّة/ نشر كلية آداب تطوان، الطوبريس، طنجة، المغرب، 2013
- في اللسانيات واللغة العربية، قَضايا ونَماذج، دار رؤية للنشر، القاهرة (2014)
- قضايا مُعاصرة من واقع الأزمَة، دار نيبور للنشر، العراق (2014)

### كتب جماعية
- «اللّغة وبِناءُ الذّات» (تأليف جماعي)، عنوان بحثه: غربة اللسان من غربة الدين، منشورات كتاب الأمة، وزارة الأوقاف القطرية، العدد 101، السنة 24، جمادى الأولى 1425 هـ، يونيو / يوليو 2004م.
- “رِسالَة القُرآن” وعنوان بَحثي هو: القُرآن الكَريم، بين خُصوصِ اللِّسانِ وعُمومِ الرِّسالَة، والكتابُ يضمّ مقالات نُخبَةٍ من الباحثين والكُتّاب، بمناسبَة الاحتفالِ بإنجاز مُصحَف قَطر وبَدْء تَداوُلِه، من إعداد إدارة البُحوث والدّراسات الإسلاميّة، وزارَة الأوقاف، الدّوحَة، قَطَر، ط.1، ربيع الأوّل 1431هـ، فبراير 2010م.
- اللغة والهوية في الوطن العربي، وعنوان بحثه: اللغة العربية وسؤالُ الهوية في سياق تحقيق التنمية، نحو منهج لابْتعاثِ اللغةِ من مَصادرِها، والكتاب من منشورات (منشورات المركز العربي للأبحاث ودراسة السياسات، الدوحة، قطر، يناير 2013) بمناسبة مؤتمره الدولي الأول.
- المُعطَيات الحَضاريّة لهجرة الكَفاءات، وعنوان بَحثه: هجرة الكَفاءات: رؤية حَضاريّة ومُقاربَة اجتماعية، سلسلة كتاب الأمّة، إدارة البحوث والدّراسات، قَطَر، ع:156، السنة 33، رجب 1434هـ، ماي-يونيو 2013م.
- التّداوليّات وتَحليل الخطاب، بٌحوث محكّمَة، وعنوان بَحثه: البُعدُ الاجتماعيّ التّداوليّ في مَنهج سيبويه، ص:693-729، والكتاب بإشراف وتَقْديم من: د.حافظ إسماعيلي علوي-د.منتصر أمين عبد الرحيم، دار كنوز المعرفة، عَمّان، الأردن، ط.1، 1435هـ/2014م.
- المعجمية العربية، قضايا وآفاق، وعنوان بَحثه: مادة المعجم العربي، والكتاب بإشراف وتَقْديم من: د.حافظ إسماعيلي علوي-د.منتصر أمين عبد الرحيم، دار كنوز المعرفة، عَمّان، الأردن، ط.1، 1435هـ/2014م.

ولعبد الرحمن بودرع أكثر من 20 بحثاً منشوراً في مجلات محكّمة في النحو واللسانيات والتربية والتعليم وبلاغة القرآن والحديث والترجمة وتحليل النص القرآني، و18 مقالاً منشورا في مجلات وصحف عامة.

### مُشاركات علمية على الشبكَة
- مدير منتدى مجالس الفصحى على شبكَة الإنترنيت (www.alfusha.net)
- مؤسس ومدير لمنتدى اللّسانيات على شبكة الإنترنيت : (www.lissaniat.net)
- نائب رئيس مجمع اللغة العربية على الشبكَة العالَمية: (www.m-a-arabia.com/index.php)

### مهام تربوية تعليمية وعلمية
- عضو هيئة التدريس بجامعة عبد المالك السعدي / مَسالك الإجازَة والماجستير والدكتوراه
- رئيس مسلك ماستر (ماجستير)، في تخصص: لسانيات النص وتحليل الخطاب،
- منسّق تكوين الدّكتوراه، وحدة: لسانيات/تواصل/ترجمة.
- رئيس فريق البحث الأدبي والسيميائي بالجامعة
- عضو محكَّم في لجان التحكيم لمجلات عربية محكّمة، ولبعض مراكز البحث العلمي الجامعية العربية : [جامعة الملك سعود، جامعة أم القرى، جامعة آل البيت الأردنية، مجلة عالم الفكر الكويتية، مجلة كلية آداب فاس سايس، الرابطة المحمدية للعلماء بالمغرب]
- عضو مجمع اللغة العربية على الشبكة العالمية (مكة المكرمة)

### مُشاركات علمية أكاديمية
- شارك في لجان التحكيم والفحص والمناقشة والإشراف: لأكثر من ثلاثين بحثاً للماجستير والدكتوراه ودكتوراه الدولَة، وأشرف على عديد من البحوث والرسائل والأطاريح.
- شارك في عدة ندوات وطنية ودولية، (أكثر من ستين ندوة منذ 1986)، وملتقيات وتأطير دورات تكوينية كثيرة، من آخِرِها على سبيل المثال:
  - الندوة الدولية “المعجم التاريخي للغة العربية، بفاس، (أبريل 2010)، تنظيم مؤسسة البحوث و الدراسات العلمية (مبدع)
  - المؤتمر الدولي الأول اللغة والهوية في الوطن العربي (مارس2012). المركز العربي للأبحاث ودراسة السياسات، بالدّوحة قطر.
  - المؤتمر الدولي: اللغة العربية ومواكبة العصر بالجامعة الإسلامية بالمدينة المنورة (أبريل 2012)
  - المؤتمر الدولي: تطوير الدّراسات القرآنية بالرّياض (فبراير 2013)
  - المؤتمر العالمي الثاني حول آفاق خدمة النص والمصطلح في الدراسات القرآنية، بفاس (أبريل 2013)
  - الندوة الدولية: التأويل، سؤال المرجعية ومُقتضيات السياق، تنظيم الرابطة المحمدية لعلماء المغرب، الرباط: 26-27 يونيو 2013
  - الندوة الدولية في: الخطاب القُرآني، البنية والمفهوم والاستنباط، تنظيم جامعة محمد بن عبد الله وجامعة القرويين بفاس (نومبر 2013)
- المُشارَكَة في تأطير طلاب من روسيا (تاتارستان) في إطار تعليم العربية للناطقين بغيرها، شراكة بين المركز الثقافي “الحضارة” بتاتارستان الروسية وجامعة عبد المالك السعدي المغربية، صيف 2012م
- المشاركة في تأطير وتحكيم مداخلات طلاب من تخصصات القانون-الاقتصاد-العلوم الاجتماعية-الآداب، بكلية العلوم بتطوان، في الملتقى الثاني للباحثين الشباب بجامعة عبد المالك السعدي، نظمته وحدة الدكتوراه في العلوم التكنولوجية ولجنة الباحثين الشباب، يومي 25-26 ماي 2013م، وموضوع المحاضرة: آفاق البحث العلمي في العلوم الإنسانية.
- المشاركة في دورة تدريبية: ورشة واقع اللسان العربي، (رئاسة جلسة بحث)، من تنظيم مؤسسة البحوث والدراسات العلمية (مبدع)، مركز الملك عبد الله بن عبد العزيز الدولي لخدمة اللغة العربية، مختبر الأبحاث والدراسات المصطلحية، كلية الآداب ظهر المهراز فاس: وذلك أيام 31ماي/1-2 يونيو 2014، بفاس
- أُذيعَت للباحث عدّةُ دروس لفائدة التّلفزة المغربية: برنامج: «حقائق عن الإسلام» Vérités de l’Islam / «نور الإيمان» / «جذور وأغصان».

## جوائز
- حاصل على جائزة الشرف المتميز، للبحث العلمي من جامعة عبد المالك السعدي عن ثلاث سنوات على التوالي: 2009 / 2010/ 2011.

## روابط خارجية
- مدونة عبد الرحمن بودرع
- عبد الرحمن بودرع على موقع أرشيف الشارخ.